# ماركو كاسيتي
ماركو كاسيتي (بالإيطالية: Marco Cassetti)‏ لاعب كرة قدم ايطالي يلعب في مركز الدفاع (ولد يوم 29 مايو من العام 1977). لعب لنادي روما 6 مواسم.

## إنتقالات اللاعب
| التاريخ    | النوع  | اتقل من | انتقل إلى |
| ---------- | ------ | ------- | --------- |
| يوليو 2006 | انتقال | ليتشي   | روما      |

## روابط خارجية
- ماركو كاسيتي على موقع إي إس بي إن إف سي (الإنجليزية)
- ماركو كاسيتي على موقع قاعدة بيانات كرة القدم.إي يو (الإنجليزية)
- ماركو كاسيتي على موقع ناشيونال فوتبول تيمز (الإنجليزية)
- ماركو كاسيتي على موقع Soccerway.com (الإنجليزية)
- ماركو كاسيتي على موقع عالم كرة القدم.نت (الإنجليزية)